# Sandro da Silva
Sandro André da Silva (ur. 5 marca 1974) – brazylijski piłkarz występujący na pozycji pomocnika.

## Kariera piłkarska
Od 1995 do 2011 roku występował w zespołach SE Palmeiras, EC Taubaté, Royal Antwerp FC, Tecos UAG Guadalajara, Deportivo Italchacao, Kashima Antlers, Avaí FC, Club Olimpia, Guaratinguetá Futebol, CFZ do Rio, Union La Calera, São José EC i Atlético Sorocaba.
W swojej karierze rozegrał 83 spotkania i zdobył 8 bramek w pierwszej lidze belgijskiej.